# Samtalsfiske
Samtalsfiske är en form av brottslig telefonbedrägeri och använder social manipulation via telefonsystemet för att få tillgång till privat och ekonomisk information i syfte att tillskansa sig personens pengar eller lån i personens namn. Det kallas ibland "vishing" – ett teleskopord för "voice" och "phishing".
Fast telefoni har traditionellt varit pålitligt, och enkelt att spåra för myndigheter. Vanligtvis används numera IP-telefoni och påhittade telefonnummer vilket gör det betydligt svårare att spåra, blockera och förebygga bedrägerier. Det är vanligt att man luras sig till kreditkortsinformation och annat som sedan används för stjäla personens identitet.
Bedragarna som "fiskar" efter uppgifter kan framstå som väldigt övertygande. Därför är det vanligt att mottagaren känner sig osäker eller orolig, även om vederbörande ignorerat mejl, telefonsamtal och sms som känns misstänksamma. För att kontrollera om telefonsamtalet eller sms:et är äkta kan mottagaren kontakta den avsändaren via en kontaktväg som vederbörande själv letat upp.

## Exempel
Bedragarna som sysslar med samtalsfiske påstår sig ofta jobba på mottagarens bank, en myndighet eller ett företag som vederbörande har stort förtroende för. Bedragarna är vanligtvis övertygande och påstridiga och kan exempelvis uppmana mottagaren att uppge koder från sin bankdosa eller logga in på sin internetbank, använda bank-id eller annan e-legitimation, lämna ut sina kortuppgifter eller gå in på en specifik webbsida och ladda ner en app eller ett program. Samtalen kan också handla om att mottagaren har vunnit en tävling, att vederbörandes dator fått virus eller att de kan se ovanlig aktivitet på offrets bankkonto. För att framstå som trovärdiga kan bedragarna hänvisa till aktuella händelser, till exempel insamlingar vid stora katastrofer eller att mottagaren har fått tillbaka för lite skatt i återbäringstider. Telefonbedragare spelar ofta på mottagarens känslor försöker göra mottagaren nyfiken, glad eller orolig. De inleder ofta samtalen trevligt, men kan bli otrevliga om offret inte gör som de vill. Oavsett ärende brukar de betona att det är bråttom för att få mottagaren att agera under stress, utan att tänka efter.
Artificiell intelligens har gjort det möjligt att efterlikna rösten hos någon som mottagaren känner. Bedragaren kan göra en trovärdig kopia av en röst med hjälp av endast tre sekunder ljudinspelning av hur den låter. Bedragarna kan utge sig för att ha råkat ut för något som gör att de behöver pengar omedelbart. Ett tecken på att det är ett sådant bedrägeri kan vara att pengarna ska överföras på ett ovanligt sätt.
I Sverige är Mobilt Bankid en telefonapp (lanserad 2011) som används för att identifiera en användare i internetbank. Användaren loggar in på banken på en dator, banken aktiverar telefonappen, användaren skriver in ett lösenord i telefonen och är inloggad. Bedrägliga människor har ringt folk, hävdat att vara en bankchef, säger att det finns säkerhetsproblem och bad dem att använda sin Mobilt Bankid-app. Offret behövde inte säga lösenordet. De har sedan loggat in bedragaren på hans dator. En andra app för inloggning av Mobilt Bankid har godkänt en överföring av pengar, eller för att Nordea till och med godkände bedragarens telefon för att kunna godkänna användningen av offrets konto. År 2018 ändrades appen så att den måste fotografera en QR-kod på datorskärmen och se till att telefonen och datorn är fysiskt belägen i samma rum, vilket mestadels har eliminerat denna typ av bedrägeri.
Personer som misstänker att de blir utsatta för samtalsfiske uppmanas att avsluta samtalet direkt, oavsett vad ärendet gäller, för att skydda sig mot bedrägerier. Man bör aldrig dela aldrig lösenord, koder, kortuppgifter eller annan personlig information med någon som ringer. Man bör heller aldrig använda sin bankdosa eller bank-id på uppmaning av någon som ringer. Alla banker, myndigheter och seriösa företag är medvetna om problemet med samtalsfiske och ber därför aldrig sina kunder att identifiera sig med bank-id när de ringer dig. De kan däremot be om det när kunden ringer upp dem.